# Éruption volcanique à la Martinique
Éruption volcanique à la Martinique és un curtmetratge mut francès de 1902 dirigit per Georges Méliès. La pel·lícula és una breu reconstrucció, utilitzant models en miniatura, d'un esdeveniment històric recent: l'erupció el 8 de maig de 1902 del Mont Pelée, que va destruir la ciutat de Saint-Pierre (Martinica).

## Resum
El mont Pelée s'alça sobre la ciutat de Saint-Pierre. El foc i el fum s'eleven del cràter; llavors la lava comença a vessar pels vessants de la muntanya. Aviat el poble es veu embolicat pel fum i les flames.

## Producció
La pel·lícula és un dels exemples més citats de notícies reconstruïdes de Méliès representades en escena d'esdeveniments actuals. Éruption volcanique à la Martinique va ser el seu penúltim treball en el gènere. En van seguir altres dos fets també el 1902: La Catastrophe du ballon « Le Pax » i el més complex de tots, Le Couronnement du roi Édouard VII. Estilísticament, la pel·lícula recorda al diorama popular al segle xix, que oferia vistes simulades de llocs i esdeveniments que, d'altra manera, serien inaccessibles als espectadors. Els models en miniatura de sobretaula de Méliès recreen l'erupció amb un estil de "il·lustració de contes" molt en deute amb el Romanticisme.
L'opinió acadèmica està dividida sobre el mètode exacte que va utilitzar Méliès per crear l'erupció. El descendent de Méliès i estudiós cinematogràfic Jacques Malthête va plantejar la hipòtesi que es va utilitzar un tipus de bengala conegut com a Feu de Bengale com va fer Méliès quatre anys més tard per crear una erupció de Vesuvi a Les Quatre Cents Farces du diable); els historiadors del cinema René Jeanne i Charles Ford van proposar una combinació inflamable de tela, aigua de colors, cendres i una mena de guix en pols anomenada Blanc d'Espagne; la néta de Méliès, Madeleine Malthête-Méliès, va indicar que s'abocava midó per la maqueta per simular lava, i que es cremaven trossos de paper i fusta sense condiment per crear fum; i l'expert de Méliès John Frazer suggereix que el model estava fet de cartró i paper i que "l'erupció [va ser] creada per una combinació de llums intermitents, guix en pols i cendres."
Segons l'historiador del cinema Pierre Lephrohon, el poeta Guillaume Apollinaire va preguntar una vegada al mateix Méliès com va fer Éruption volcanique à la Martinique. Méliès va dir simplement: "Fotografiant cendres i guix". Apollinaire va dir a un amic que estava amb ells: "El senyor i jo tenim la mateixa ocupació, encantem els materials ordinaris."

## Estrena i altres versions
Éruption volcanique à la Martinique va ser estrenada per la Star Film Company de Méliès i està numerada 397 als seus catàlegs. Altres dos cineastes contemporanis amb Méliès, Ferdinand Zecca i Thomas Edison, va produir les seves pròpies reconstruccions en miniatura de l'erupció del Pelée. La versió de Zecca, produïda el maig de 1902 com a Catastrophe de la Martinique (número 544 al catàleg dels Pathé Frères), va utilitzar quatre maquinistes per crear l'efecte d'erupció: un ardent sofre darrere de la muntanya model, un altre abocant fum d'una escala fora de la pantalla, un tercer en una altra escala que llençava grapats de serradures per representar cendres i un quart agitador. el mar en miniatura i l'elevació del nivell de l'aigua per suggerir un maremot. L'historiador del cinema Georges Sadoul assenyala que la versió de Zecca pretén el realisme acadèmic en el seu estil, creant un efecte notablement diferent del retrat deliberadament romanticitzat de Méliès.
La versió de l'Edison Manufacturing Company fou estrenada en tres parts: Mt. Pelee Smoking Before Eruption (St. Pierre, Martinique), Mt. Pelee in Eruption and Destruction of St. Pierre (Martinique), i Burning of St. Pierre (Martinique). L'Edison Company havia enviat el fotògraf J. Blair Smith a Martinica per filmar les conseqüències de l'accident; mentrestant, el cineasta Edwin S. Porter es va allotjar a l'estudi Edison a Orange (Nova Jersey) per recrear l'erupció utilitzant un model d'estudi. Una dotzena de clips d'imatges de la vida real de Smith, i les tres pel·lícules de Porter que simulaven diferents etapes de l'erupció, van ser venudes per Edison Company el juliol de 1902; el catàleg animava els expositors a combinar les pel·lícules reals i falses per "fer un espectacle complet per si mateixos." Segons l'historiador del cinema Lewis Jacobs, la tripulació que va crear la versió d'Edison va trobar la seva manera única de simular l'erupció: van exposar un barril de cervesa a la llum solar directa i van esperar-ho. per explotar.
Éruption volcanique à la Martinique es va suposar com a perduda durant molts anys; sovint es va identificar erròniament una pel·lícula de la col·lecció de la Cinémathèque Française com la pel·lícula de Méliès, però de fet era la versió de Zecca. La pel·lícula de Méliès es va recuperar finalment l'any 2007, quan una còpia va ser trobada i restaurada per la Filmoteca de Catalunya.